# Хосизон (остров)
Хосизон (англ. Hoseason Island) — остров в архипелаге Палмер.
Расположен вблизи северо-западного побережья Антарктического полуострова, примерно в 37 км к западу от острова Тринити. Составляет примерно 11 км в длину и 6 км в ширину. Высшая точка острова — 495 м над уровнем моря. Необитаем.
Получил название в честь Джеймса Хосизна — первого помощника на корабле Sprightly, который в 1824-25 годах занимался в этих местах промыслом.